# Sopravvissuti: 2
Sopravvissuti: 2 (The Cockleshell Heroes) è un film del 1955 diretto da José Ferrer.
Film di guerra che ha per protagonisti lo stesso regista Ferrer con Trevor Howard e Christopher Lee.

## Trama
Durante la Seconda guerra mondiale, le navi tedesche sono ormeggiate in sicurezza al molo della città di Bordeaux.
I britannici inviano un team di incursori su kayak, per affondare o danneggiare il maggior numero possibile di navi nemiche.